# Púding tapioca

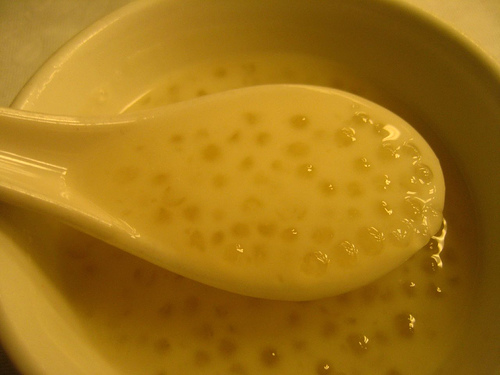
Hong Kong Sai mai lo

El púding tapioca (similar al púding sago) són unes farinetes dolces fetes amb tapioca (un midó extret de l'arrel) i possiblement també de llet o, per a persones que no toleren la lactosa, de llet de coco. La llet de coco també es fa servir en casos en què es prefereix el sabor o els llocs en què és un ingredient comú per a cuinar. Es fa en moltes cultures amb diferents estils, i pot ser produït en una varietat de formes. La seva consistència varia de prim (fos), a gruix, fins a prou espessit o ferm com per menjar amb una forquilla.
Es pot elaborar amb tapioca en una diversa varietat de formes: flocs, pols, pals o perles. De vegades s'empren diverses barreges comercials.